# The Crash
The Crash var en finländsk musikgrupp åren 1991-2009, bestående av Teemu Brunila (sång, gitarr), Samuli Haataja (sång, elbas) och Erkki Kaila (trummor). Bland deras mest kända låtar finns 'Still Alive', 'Lauren Caught My Eye' och genombrottslåten 'Sugared'. Deras första två album kännetecknades främst av en lätt melankolisk britpop, medan det tredje albumet förde in influenser från new wave, 80-talsrock och disco i musiken.
Via sin finska bokningsagent, Live Nation, gick The Crash ut med ett pressmeddelande i april 2009 som klargjorde att bandet skulle splittras efter sina avslutande framträdanden under året. De framträdde för sista gången på Ruisrock-festivalen i sin hemstad Åbo den femte juli. 

## Diskografi

### Album
- Comfort Deluxe – 1999
- Wildlife – 2001
- Melodrama – 2003
- Selected Songs 1999–2005 – 2005
- Pony Ride – 2006

### Singlar
- Crash (The Black EP) – 1997
- Take My Time – 1998
- World Of My Own – 1999
- Sugared / Loveless – 1999
- Coming Home – 1999
- Lauren Caught My Eye – 2001, 2002
- Star – 2001, 2002, 2004
- New York – 2002
- Still Alive – 2003
- Gigolo – 2003
- Big Ass Love – 2005
- Thorn in My Side – 2005
- Pony Ride – 2006
- Grace – 2006